# Sjoerd van Ginneken
Sjoerd van Ginneken (Heerle, Roosendaal, Brabant del Nord, 6 de novembre de 1992) és un ciclista neerlandès, professional des del 2014 i actualment a l'equip Roompot-Nederlandse Loterij.